# Otto Paust
Otto Paust (* 27. Mai 1897 in Einsiedel, Sachsen; † 20. November 1975 in Waiblingen bei Stuttgart; Pseudonym auch Herbert Herbesthal) war ein deutscher Journalist und Schriftsteller. Als Nationalsozialist verfasste er überwiegend Literatur im Dienst des Nationalsozialismus. Außerhalb dieses zeithistorischen Kontextes wurde er nicht weiter wahrgenommen.

## Leben

### Erster Weltkrieg und Zwischenkriegszeit
Paust nahm ab 1914 als Kriegsfreiwilliger am Ersten Weltkrieg teil und schloss sich in den Jahren 1919/20 den Freikorps von Klewitz und der Garde-Kavallerie-Schützen-Division an. Nach seiner Beteiligung am Kapp-Putsch war er in Berlin als Journalist tätig. Von 1927 bis 1934 war er Schriftleiter der Berliner Nachtausgabe, 1930 Schriftleiter des von Goebbels gegründeten und herausgegebenen NSDAP-Organs Der Angriff (1930–1935). Paust trat zum 1. November 1930 in die NSDAP (Mitgliedsnummer 323.038) sowie im selben Jahr in die SA ein und wurde schon im folgenden Jahr zum Sturmbannführer ernannt.  

### Nach der Machtübernahme der Nationalsozialisten
Zu seinen Texten gehört das Gedicht SA-Kamerad von 1933 zur Thematik der sog. "Märzgefallenen", die erst nach der "Kampfzeit" der SA beitraten: "Du bist wie einer aus dem Kampfgeschehen/Uns ganz verbunden./Der Standarte Schaft -/Er wuchs dir in dein Herz. Dich überwehen/Der Stürme Fahnen, die die Treue strafft." Aufgrund ihrer Eignung für die Alltagspropaganda wurden seine Texte auch in die Tagespresse übernommen.
  

Ab 1935 arbeitete er als Hauptschriftleiter von Reclams Universum (bis 1939) und der NS-Monatszeitschrift Das neue Deutschland. Seit 1937 leitete er die "Kameradschaft der Frontdichter in der NSDAP". In dieser Position überreichte er Hitler 1937 zu dessen Geburtstag ein Geschenk. 1938 wurde Paust zum SA-Standartenführer befördert und erhielt gemeinsam mit Hans Zöberlein den vom Stabschef der SA gestifteten Kulturpreis für Dichtung und Schrifttum für seine Schrift Land im Licht (1937), den dritten Band seiner Deutschen Trilogie. Die Deutsche Trilogie mit den Romanen Volk im Feuer (1935), Nation in Not (1936) und Land im Licht, die aufgrund ihres propagandistischen Inhalts im Zentralverlag der NSDAP (Eher-Verlag, München) erschienen, gilt als Pausts Hauptwerk. Der Literaturwissenschaftler Jay W. Baird qualifizierte den Verfasser als einen von "Hitlers Kriegsdichtern". 1938 wurde der gesamten Trilogie der höchste Förderungsvermerk der NSDAP zuerkannt: 
„Diese Schrift wird der NSDAP. [!], ihren Gliederungen und angeschlossenen Verbänden sowie den außerparteilichen Organisationen und Körperschaften zur Anschaffung und Förderung empfohlen […]. Sie wird in der NS.-Bibliographie geführt […] und ist im Verzeichnis der zur Beschaffung für Schulbüchereien (Lehrer- und Schulbüchereien) geeigneten Bücher und Schriften aufgenommen. Viele hundert Urteile von Partei, Staat, Wehrmacht, Presse und Rundfunk, die das Werk empfehlen, liegen außerdem vor.“
Der Trilogie Pausts wurde deshalb vonseiten des NS-Regimes viel Beachtung geschenkt, weil „mit ihrer Hilfe […] eine angeblich lange Tradition und eine historische Kontinuität des Nationalsozialismus konstruiert werden“ konnte. Zudem verstärkte die Tatsache, dass Paust in den drei Romanen auf eigene Erfahrungen und Erlebnisse zurückgriff, die Glaubwürdigkeit dieser Propagandatexte. Aufgrund der „autobiografischen Bezüge und des Wahrheitsanspruchs in seinen Texten erscheint seine literarische Mitwirkung an der Etablierung und Konsolidierung der Diktatur umso bedeutsamer, zumal er ein Massenpublikum ansprach und insbesondere die Trilogie als angeblich authentisches Zeugnis zur ideologischen Manipulation eingesetzt werden konnte.“ Die Trilogie erreichte eine Gesamtauflage von über 300.000 Exemplaren.
Paust war führendes Mitglied des Berliner SA-Kulturkreises.

### Zweiter Weltkrieg
Am Zweiten Weltkrieg nahm Paust als Kriegsberichterstatter teil. Seine Leistungen im Propaganda- und Militärbereich sowie seine Führungsqualitäten waren Grund für einen schnellen Aufstieg im Militär: 1943 wurde Paust bereits zum Major befördert.

### Nachkriegszeit
Nachdem Paust am 26. Juli 1945 von den amerikanischen Besatzungsbehörden festgenommen und ins Zivilinternierungslager Moosburg (Bayern) eingewiesen worden war, wurde er am 17./18. Juni 1947 noch vor seiner Verhandlung wegen „Haftunfähigkeit“ (wahrscheinlich aus gesundheitlichen Gründen) entlassen. Paust tauchte daraufhin unter, weshalb das Entnazifizierungsverfahren gegen ihn im März 1948 schließlich eingestellt wurde. Wo er sich bis zum Jahr 1955 (Paust ist nun im Adressbuch von Waiblingen aufgeführt) aufhielt, ist nicht geklärt.
Mit dem Ende des Nationalsozialismus endete Pausts schriftstellerische Laufbahn. Er war nun als Lokalredakteur einer Provinzzeitung in Waiblingen, dann als Provinzredakteur in der Lokalredaktion Landau der Tageszeitung Pfälzer Tageblatt tätig. Sein literarisches Bemühen vollzog sich weiterhin im rechtsradikalen Milieu, so in der Zeitschrift Das Deutsche Wort.
Paust starb am 20. November 1975 im Alter von 78 Jahren in Waiblingen.

## Schriften
In der Sowjetischen Besatzungszone und in der DDR wurden seine Schriften als NS-belastet auf die Liste der auszusondernden Literatur gesetzt.
- Weg in den Morgen, Berlin: Bloch 1933
- Volk im Feuer, Berlin: Eher-Verlag 1934
- Nation in Not, Berlin: Limpert 1936
- Deutsche Verse, Berlin: Limpert 1936
- Das war ein Sommer, Dresden: Limpert, 1936
- Land im Licht, Berlin: Limpert 1937
- Acht Messingknöpfe für ein Paar Stiefel, Eher, 1937
- Menschen unterm Hammer, Berlin: Limpert 1939
- Die Instruktionsstunde, München: Eher, 1940, 10. Aufl. 1944
- Kleine Frau Frühwaldt, Wilhelm Limpert-Verlag Berlin 1940
- Seine Majestät, der Rekrut, München: Eher 1941
- Unser Meldehund ist Nichtraucher, München: Eher 1943
- Kameradschaft ist stärker als der Tod, Berlin: Limpert 1943
- Kleine Frau Frühwaldt, Berlin: Limpert 1944

### Unter dem Pseudonym Herbert Herbesthal
- Die Reise des Baron Francois, Leipzig: E. Keils Nachfolger (A. Scherl), 1925